# Kondratova kopa
Kondratova kopa (polsky Kopa Kondracka, 2005 m n. m.) je hora v Západních Tatrách ve skupině Červené vrchy na slovensko-polské státní hranici. Nachází se v hlavním hřebeni mezi Malolučniakem (2105 m), který je oddělen Malolučniackým sedlem (1924 m), a Suchou kopou (1893 m), která je oddělena Sedlem pod Kondratovou (1863 m). Na sever z ní vybíhá rozsocha směrem k vrcholu Giewont (1905 m). Kondratova kopa se vypíná nad třemi dolinami: nad Dolinou Małej Łąki na severozápadě, nad Dolinou Bystrej na severovýchodě a nad Tichou dolinou na jihu. První zaznamenaný výstup na vrchol uskutečnil v roce 1832 Franciszek Herbich, avšak patrně mnohem dřív zdolali vrchol místní pastýři a pytláci. První doložený zimní výstup vykonal asi v roce 1894 Karol Potkański.

## Přístup
- po červené  značce z Malolučniaku nebo ze Sedla pod Kondratovou
- po žluté  značce ze sedla Kondracka Przełęcz

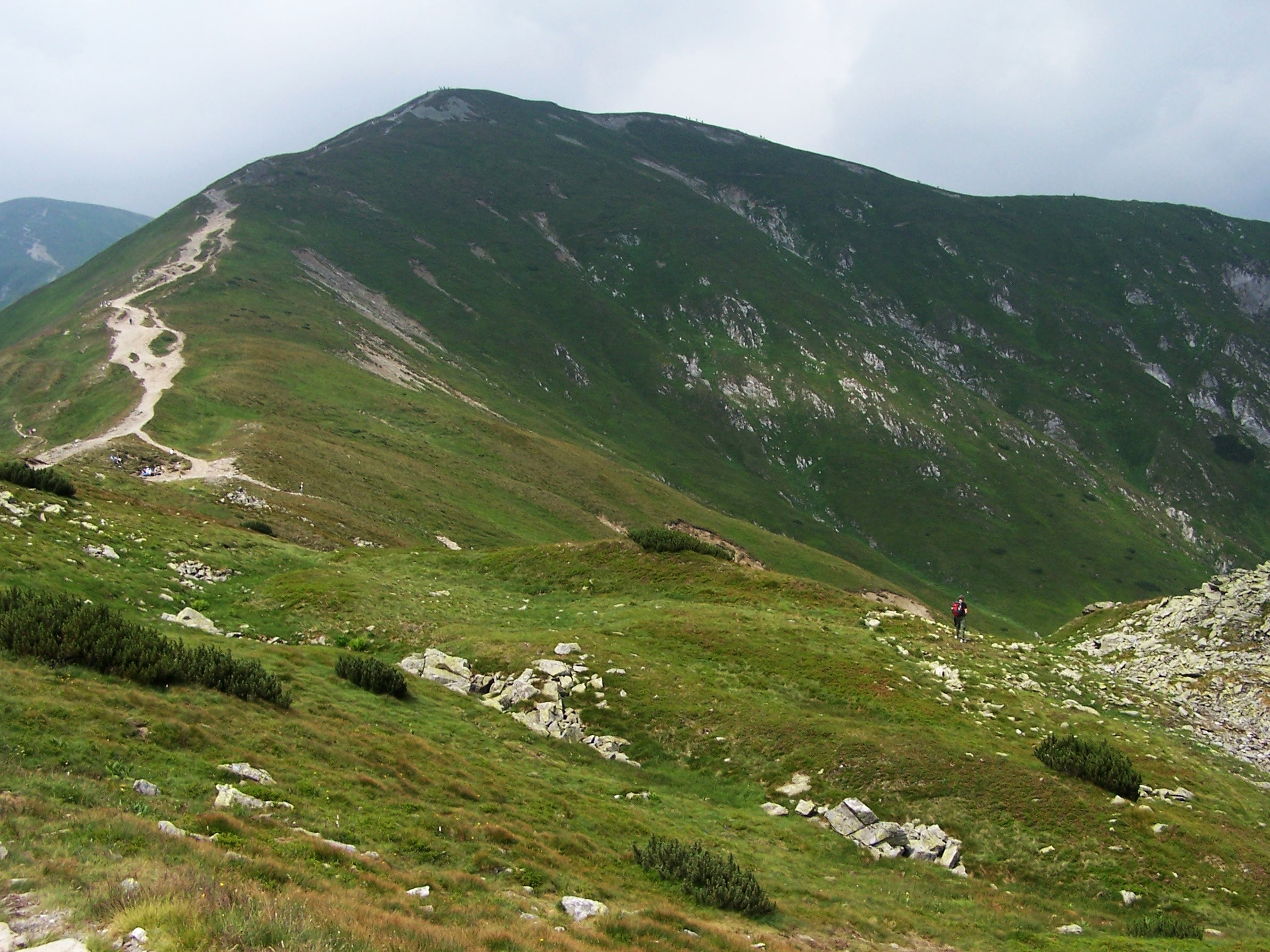
Kondratova kopa od východu